# جواهر أحمد
جواهر أحمد (بالإنجليزية: Jawahir Ahmed)‏ صومالية أمريكية تعمل كعارضة أزياء.
ولدت عام 1991 ثم انتقلت عائلتها للولايات المتحدة الأمريكية بعدما اندلعت الحرب الأهلية في الصومال.
تدرس جواهر في مرحلة ما بعد التعليم الثانوي علي منحة دراسية في جامعة ولاية يوتا، تدرس التربية الصحية كتخصص للعلوم الصحية بالجامعة. وقالت انها تامل بان تعمل كمستشار الصحة لمنظمة مهندسين بلا حدود. تعمل جواهر في الوقت ذاتة اميريكوربس وفي كلية كي باس لاعداد البرامج الموجهة.

## الحياة المهنية
تم التعاقد مع جواهر في وكالة العارضين للنجوم الموهوبين. في 2013، كانت ممثلة الصومال في مسابقة ملكة جمال افريقيا والتي فازت بها.
كما حصلت أيضاً في عام 2013، علي ملكة جمال الصومال في مسابقة ملكة جمال الأمم المتحدة الأمريكية.